# Pelargonium crispum
Pelargonium crispum е многогодишен растителен вид от род Pelargonium (мушкато), специфичен за Република Южна Африка, а по-конкретно – за провинция Западен Кейп, където се среща в ниските скалисти планински части, в песъчливи почви. Подобен е на индришето (Pelargonium roseum) и издава силен аромат на лимон. Съществуват много сортове и хибриди на Pelargonium crispum, тъй като растението лесно се кръстосва с други видове от рода Pelargonium.

## Описание
Pelargonium crispum е сравнително голям храст с височина до 70 см. Листата му са зелени, дълбоко разсечени, с форма на ветрило. Стеблата на младите растения са зелени и крехки, но с времето се покриват със здрава дървесна кора. Листата и кората на стеблото му са покрити с власинки/израстъци подобни на косми. Растението цъфти от август до април с пик през септември и октомври. Цветовете му варират от бледо- до тъмнорозови през лятото, с размери около 2,5 см.
- Листо
- Цвят
- Кора на стеблото

## Употреба
Растението е подходящо за стайно и дворно отглеждане в зависимост от климата. Листата му са ядливи и се използват в салати за овкусяване на сладкиши и пържени ястия, както и за извличане на етерично масло. Заради приятната миризма на листата си растението се ползва и за ароматизиране на дома, например в потпури.